# ジョン・タルボット (第2代シュルーズベリー伯)

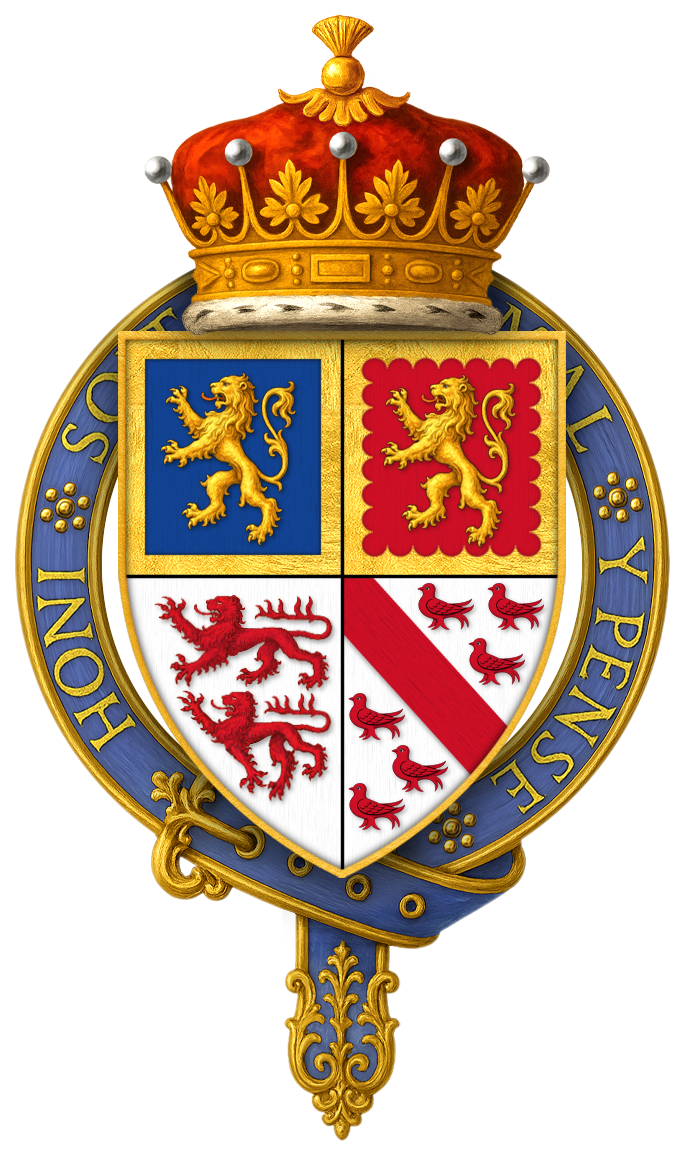
ガーター騎士団員の第2代シュルーズベリー伯爵ジョン・タルボットの紋章

第2代シュルーズベリー伯爵ジョン・タルボット（英語: John Talbot, 2nd Earl of Shrewsbury, KG、1413年頃 - 1460年7月10日）は、イングランドの貴族。

## 経歴
1413年頃、後に初代シュルーズベリー伯爵に叙せられるジョン・タルボットとその妻である第6代ファーニヴァル女男爵モード・ネヴィルの間の息子として生まれる。
母の没年は不詳だが、母の死により第7代ファーニヴァル男爵位を継承している。
1426年にレスターで開かれたバット議会の際に国王ヘンリー6世からナイト爵を与えられた。1434年と1442年にはフランスで勤務。1446年にはアイルランド大法官に就任した。
1453年7月17日にフランス遠征に出向いていた父が百年戦争最後の戦いであるカスティヨンの戦いで戦死し、第2代シュルーズベリー伯爵位を継承した。1454年から時折枢密院に出席するようになった。1456年から1458年にかけては大蔵卿を務めた。
1457年にはガーター騎士団(勲章)ナイト(KG)に叙せられた。また1457年10月には鷹管理長官(master of the falcons)、1458年5月にはチーフバトラーに就任した。
しかし薔薇戦争において1460年7月10日のノーサンプトンの戦いで国王ヘンリー6世側に立って戦ったため、敗死した。

## 栄典

### 爵位
正確な年は不明だが、母の死により以下の爵位を継承した。
- 第7代ファーニヴァル男爵 (7th Baron Furnivall)

(1295年6月24日創設イングランド貴族爵位)
1453年7月17日の父の死により以下の爵位を継承した。
- 第2代シュルーズベリー伯爵 (2nd Earl of Shrewsbury)

(1442年5月20日創設イングランド貴族爵位)
- 第2代ウォーターフォード伯爵 (2nd Earl of Waterford)

(1446年7月17日創設アイルランド貴族爵位)
- ブラックミアの第11代ストレンジ男爵 (11th Baron Strange of Blackmere)

(1308年3月4日創設イングランド貴族爵位)
- 第8代タルボット男爵 (8th Baron Talbot)

(1331年1月27日創設イングランド貴族爵位)

### 勲章
- 1457年5月、ガーター騎士団(勲章)ナイト(KG)[2]

## 家族
1445年に第4代オーモンド伯爵ジェームズ・バトラーの娘エリザベスと結婚。彼女との間に以下の7子を儲けた。
- アン・タルボット (1445頃-1494) ： ヘンリー・ヴァーノン、ついでラルフ・シーリーと結婚
- ジョン・タルボット（英語版） (1448–1473) ： 第3代シュルーズベリー伯
- サー・ジェイムズ・タルボット (1450頃-1471)
- サー・ギルバート・タルボット（英語版） (1452-1518頃)
- クリストファー・タルボット (1454頃-1474以後) ： 聖職者。クライストチャーチ学長。
- サー・ジョージ・タルボット (1456頃-)
- マーガレット・タルボット (1460頃-) ： トマス・チャーワースと結婚